# Persischer Marsch

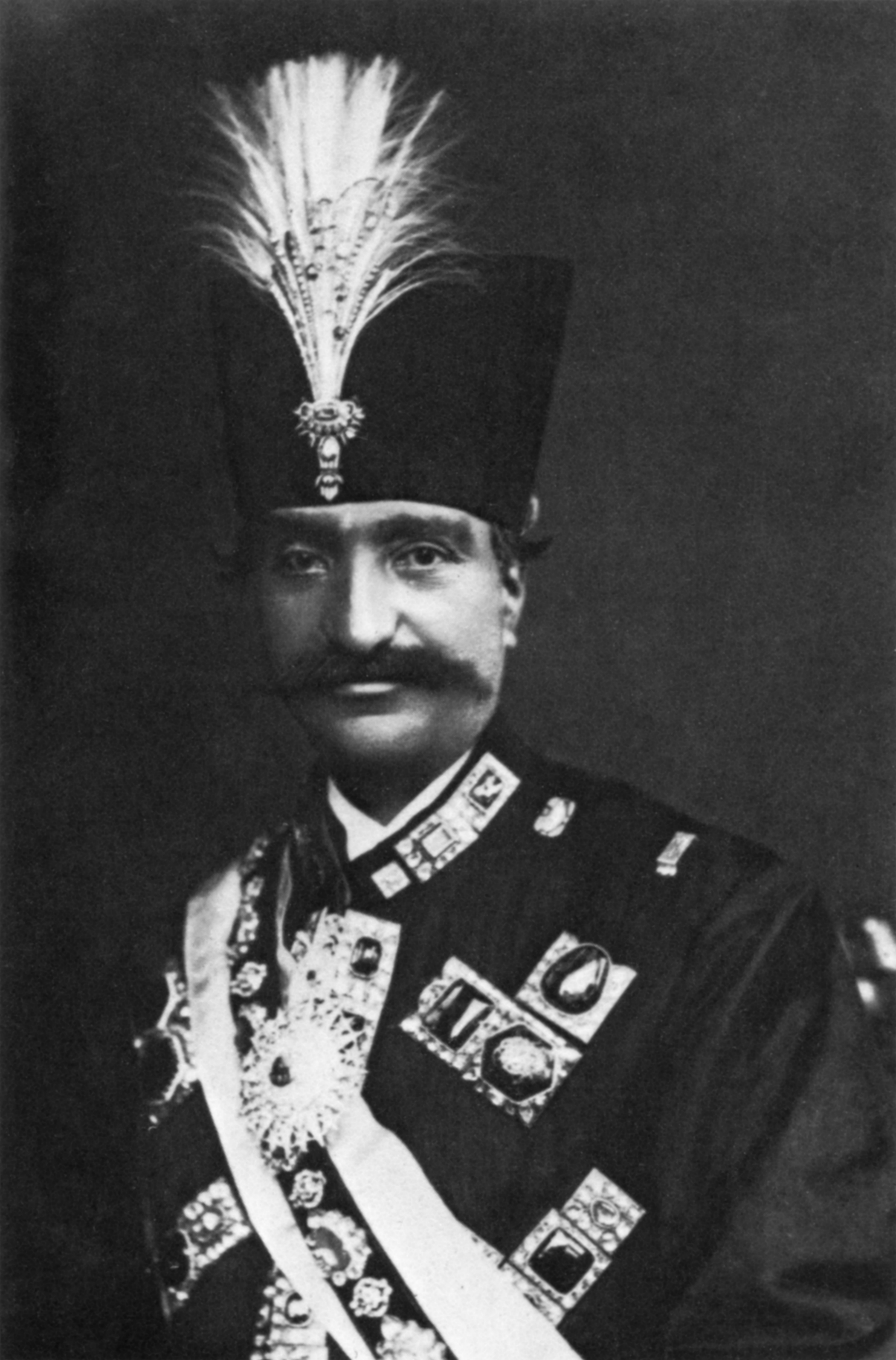
Sah de Persia Nasereddín Sah Kayar, a quien Strauss dedicó su Persischer Marsch.

Persischer Marsch (Marcha persa) es una marcha en sol menor de Johann Strauss (hijo) (op. 289). 
La obra se estrenó el 11 de julio de 1864 en Pávlovsk.

## Historia
La marcha fue escrita en el verano de 1864 durante el viaje anual del compositor a Rusia. Johann usó una melodía persa en la sección del trío (tema del himno nacional persa) y se la dedicó al rey persa Nasereddín Sah Kayar, recibiendo a su vez, como recompensa, la orden honoraria persa del Sol. En Rusia, esta marcha fue la obra más popular de Strauss en su actuación como invitado de 1864. 
El compositor dirigió la primera actuación vienesa en diciembre de 1864 en un concierto de festival en el Volksgarten de Viena para celebrar el vigésimo aniversario de su debut como compositor.
Cuando Nasereddín Sah Kayar visitó Viena para la Exposición Universal de Viena de 1873, una banda de música militar, incapaz de interpretar la música del auténtico himno real persa, tocó esta marcha como un himno para el Sah.
Aunque el éxito en Viena fue bastante dudoso, hoy día, la marcha es una de las piezas de Johann Strauss (hijo) que más se interpretan.
El tiempo de reproducción del CD que figura en los registros es de 1 minuto y 52 segundos. Este tiempo puede variar un poco dependiendo de la concepción musical del director.